# ادیسون، پنسیلوانیا
ادیسون، پنسیلوانیا (به انگلیسی: Addison, Pennsylvania) یک سکونتگاه مسکونی در ایالات متحده آمریکا است که در پنسیلوانیا واقع شده‌است.

## خصوصیات
ادیسون ۲۱۴ نفر جمعیت دارد.